# 日テレ系音楽の祭典 ベストアーティスト
『日テレ系音楽の祭典 ベストアーティスト』（にっテレけいおんがくのさいてん ベストアーティスト）は、2001年より日本テレビ系列で毎年末に生放送されている大型音楽特別番組。番組名の末尾には放送年の西暦が入る。
2008年までは、『1億3000万人が選ぶ!ベストアーティスト』（いちおくさんぜんまんにんがえらぶ!ベストアーティスト）という番組名で放送されていた。

## 概要
元々は『日本テレビ音楽祭』というコンクール番組だったが、音楽の多様化によりポップス歌手の出演辞退が相次いだ。さらに視聴率（ビデオリサーチ調べ、関東地区・世帯・リアルタイム）の低下により、コンクールとして成立しないため1990年でこの形式は廃止された。翌年以降、コンクール番組を読売テレビ『全日本有線放送大賞』（現在の『ベストヒット歌謡祭』）に一本化して、『日本テレビ系音楽の祭典』という非公開形式の音楽番組に変更した。2001年、出演者やスタッフを入れ替えて、コンサート形式の本番組にリニューアルされた。放送時間については初期は2時間半だったが、後に3時間から4時間に拡大した。
2001年の初回放送の正式タイトルは『1億3000万人が選ぶ!ベストアーティスト30』であったが、当時モーニング娘。などのハロー!プロジェクト関連のユニットなども数に含まれていたため、実際に登場したアーティストは30組より少なかった。翌々年からは、人数がタイトルに含まれなくなった。
当初は東京ベイNKホールからの生放送だったが、2005年に同ホールが閉鎖したため同年から2007年までは横浜アリーナ、2008年は幕張メッセで開催された。2009年は東京ビッグサイトと日本テレビGスタジオの二元中継（MCはGスタジオから進行）で放送された。
その後、2010年から2018年・2021年は再び幕張メッセが使用され、2019年・2020年・2022年以降は日本テレビ番町スタジオからの生放送となっている。なお、3 - 4時間に渡りスタジオ外から生放送を実施するため日本テレビ本社のスタジオサブに放送本部を設けている。
観覧枠は出演アーティストのファンクラブにそれぞれ割り当てられており、そこから抽選で選ばれる。2007年までは10月頃から『速報!歌の大辞テン』や『音楽戦士 MUSIC FIGHTER』など日本テレビの音楽番組でも観覧募集が行われていた。なおメイン会場の運営はソーゴー東京が行っており、ほかの日テレ系音楽番組主催イベントの運営も同様に行う。
アーティストは基本的に生放送会場に登場するが、過去には別の場所から生中継で出演したアーティストがいるほか、スケジュールの都合でVTR出演となったアーティストもいる。
番組の特徴として、それぞれのアーティストがどの性別・年齢層に支持されているかを番組が独自に調査していること、アーティストへの応援メッセージを番組公式サイトで受け付けていることが挙げられる。アーティストが登場するごとにナビゲーターの赤坂泰彦が性別・世代別の支持率をグラフで発表し、視聴者より受け付けた応援メッセージを司会者が紹介していたが、2011年を最後に廃止された。
2004年までは12月中旬の水曜日に放送されていた。2005年から12月上旬に『FIFAクラブワールドカップ』の中継が組まれる事に伴って2005年・2006年は11月下旬に放送されたが、火曜日の2時間ドラマ枠が撤廃された2007年から2009年はサッカー中継の無い火曜日に放送され、2010年から2014年は再び水曜日の放送に戻った。2015年から2017年は11月下旬の火曜日に放送されていた。2018年からは再び水曜日の放送となったが、2022年以降は土曜日に放送されている。
なお、下記に挙げられる日本テレビ系列で放送される特別番組と2週続けての放送となる場合がある。
- 11月下旬に放送される場合は、読売テレビ制作の年末音楽特別番組『ベストヒット歌謡祭』[注 10][注 11]
- 12月上旬に放送される場合は、お笑いコンテストの特別番組『女芸人No.1決定戦 THE W』[注 12]

ネット局は、水曜日に放送が行われる場合はNNS29局同時ネットだが、2007年以降火曜日に放送する場合は、当日のプライムタイムをFNSのネットに定めているテレビ大分（TOS）を除くNNS28局の同時ネットとなる。テレビ大分は2008年・2009年・2016年・2017年は時差ネットで放送したが、放送が水曜日に戻った2010年から2014年までと2018年以降は再び同時ネットに復帰している。なお水曜日に開催される年は、22時台の連続ドラマは通常より時間を遅らせるか、その週の放送を休止して、続きは翌週となるパターンのどちらかになっているが、4時間枠になった年は休止のパターンが多い。2022年度以降は土曜日に放送されることになり、この週は「土曜ドラマ」が休止になる予定である。
派生番組として2005年9月に『1億3000万人が選ぶ!真夏の音楽の祭典2005』が放送され（司会は徳光和夫・中山エミリ・アンガールズ（山根良顕・田中卓志）、2012年3月7日には東北地方太平洋沖地震（東日本大震災）から1年が経過することを受けて『日テレ系音楽の祭典 音楽のちから2012』（司会は櫻井翔・羽鳥慎一・徳島えりか）が生放送された。
放送翌日には、日本テレビの朝や昼、夕方の情報・報道番組で本番組の名場面や舞台裏模様を放映することが恒例となっている。

## 各回の放送概要
| 回 | 放送日         | 曜日   | 放送時間      | 放送タイトル                                               | 総合司会 | 司会・進行 | 司会・進行 | ナビゲーター      | ナビゲーター | 大トリ                                  | 会場                                 | 視聴率 |
| 回 | 放送日         | 曜日   | 放送時間      | 放送タイトル                                               | 総合司会 | 男性       | 女性       | 男性              | 女性         | 大トリ                                  | 会場                                 | 視聴率 |
| -- | -------------- | ------ | ------------- | ---------------------------------------------------------- | -------- | ---------- | ---------- | ----------------- | ------------ | --------------------------------------- | ------------------------------------ | ------ |
| 1  | 2001年12月19日 | 水曜日 | 19:00 - 21:24 | 1億3000万人が選ぶ! ベストアーティスト30                    | 徳光和夫 | 今田耕司   | 飯島直子   | 赤坂泰彦          | なし         | 浜崎あゆみ                              | 東京ベイNKホール                     | 16.8%  |
| 2  | 2002年12月18日 | 水曜日 | 19:00 - 21:24 | 1億3000万人が選ぶ! ベストアーティスト2002                  | 徳光和夫 | 今田耕司   | 飯島直子   | 赤坂泰彦          | なし         | 浜崎あゆみ                              | 東京ベイNKホール                     | 13.5%  |
| 3  | 2003年12月17日 | 水曜日 | 19:00 - 21:24 | 1億3000万人が選ぶ! ベストアーティスト2003                  | 徳光和夫 | 今田耕司   | 飯島直子   | 赤坂泰彦          | なし         | 浜崎あゆみ                              | 東京ベイNKホール                     | 15.4%  |
| 4  | 2004年12月15日 | 水曜日 | 19:00 - 20:54 | 1億3000万人が選ぶ! ベストアーティスト2004                  | 徳光和夫 | 今田耕司   | 飯島直子   | 赤坂泰彦          | なし         | 浜崎あゆみ                              | 東京ベイNKホール                     | 17.0%  |
| 5  | 2005年11月30日 | 水曜日 | 19:00 - 21:24 | 1億3000万人が選ぶ! ベストアーティスト2005                  | 徳光和夫 | 今田耕司   | 飯島直子   | 赤坂泰彦          | なし         | 浜崎あゆみ                              | 横浜アリーナ                         | 14.3%  |
| 6  | 2006年11月29日 | 水曜日 | 19:00 - 21:54 | 1億3000万人が選ぶ! ベストアーティスト2006                  | 徳光和夫 | 今田耕司   | 知花くらら | 赤坂泰彦          | なし         | 浜崎あゆみ                              | 横浜アリーナ                         | 13.9%  |
| 7  | 2007年12月11日 | 火曜日 | 19:00 - 21:48 | 1億3000万人が選ぶ! ベストアーティスト2007                  | 徳光和夫 | 今田耕司   | 飯島直子   | 赤坂泰彦          | なし         | 浜崎あゆみ                              | 横浜アリーナ                         | 14.0%  |
| 8  | 2008年12月16日 | 火曜日 | 19:00 - 22:48 | 1億3000万人が選ぶ! ベストアーティスト2008                  | 徳光和夫 | 今田耕司   | 飯島直子   | 赤坂泰彦          | なし         | 浜崎あゆみ                              | 幕張メッセ                           | 13.5%  |
| 9  | 2009年12月15日 | 火曜日 | 19:00 - 22:48 | 日テレ系音楽の祭典 ベストアーティスト2009                  | 櫻井翔   | 羽鳥慎一   | 西尾由佳理 | 赤坂泰彦          | なし         | 嵐                                      | 東京ビッグサイト 日本テレビGスタジオ | 14.6%  |
| 10 | 2010年12月15日 | 水曜日 | 19:00 - 21:54 | 日テレ系音楽の祭典 ベストアーティスト2010                  | 櫻井翔   | 羽鳥慎一   | 西尾由佳理 | 赤坂泰彦          | なし         | 嵐                                      | 幕張メッセ                           | 15.3%  |
| 11 | 2011年11月30日 | 水曜日 | 19:00 - 21:54 | 日テレ系音楽の祭典 ベストアーティスト2011                  | 櫻井翔   | 羽鳥慎一   | 鈴江奈々   | 赤坂泰彦          | なし         | 嵐                                      | 幕張メッセ                           | 18.1%  |
| 12 | 2012年11月28日 | 水曜日 | 19:00 - 22:24 | 日テレ系音楽の祭典 ベストアーティスト2012                  | 櫻井翔   | 羽鳥慎一   | 鈴江奈々   | 赤坂泰彦          | 徳島えりか   | 嵐                                      | 幕張メッセ                           | 15.8%  |
| 13 | 2013年11月27日 | 水曜日 | 19:00 - 22:24 | 日テレ系音楽の祭典 ベストアーティスト2013                  | 櫻井翔   | 羽鳥慎一   | 徳島えりか | 桝太一            | なし         | 嵐                                      | 幕張メッセ                           | 15.5%  |
| 14 | 2014年11月26日 | 水曜日 | 19:00 - 21:54 | 日テレ系音楽の祭典 ベストアーティスト2014                  | 櫻井翔   | 羽鳥慎一   | 徳島えりか | 桝太一            | なし         | 嵐                                      | 幕張メッセ                           | 16.4%  |
| 15 | 2015年11月24日 | 火曜日 | 19:00 - 22:54 | 日テレ系音楽の祭典 ベストアーティスト2015                  | 櫻井翔   | 羽鳥慎一   | 岩本乃蒼   | 桝太一            | なし         | 嵐                                      | 幕張メッセ                           | 14.7%  |
| 16 | 2016年11月29日 | 火曜日 | 19:00 - 22:54 | 日テレ系音楽の祭典 ベストアーティスト2016                  | 櫻井翔   | 羽鳥慎一   | 岩本乃蒼   | 桝太一            | 尾崎里紗     | 嵐                                      | 幕張メッセ                           | 14.6%  |
| 17 | 2017年11月28日 | 火曜日 | 19:00 - 22:54 | 日テレ系音楽の祭典 ベストアーティスト2017                  | 櫻井翔   | 羽鳥慎一   | 水卜麻美   | バカリズム 桝太一 | なし         | 嵐                                      | 幕張メッセ                           | 15.2%  |
| 18 | 2018年11月28日 | 水曜日 | 19:00 - 21:54 | 日テレ系音楽の祭典 ベストアーティスト2018                  | 櫻井翔   | 羽鳥慎一   | 徳島えりか | バカリズム 桝太一 | なし         | 嵐                                      | 幕張メッセ                           | 14.6%  |
| 19 | 2019年11月27日 | 水曜日 | 19:00 - 22:54 | 日テレ系音楽の祭典 ベストアーティスト2019                  | 櫻井翔   | 羽鳥慎一   | 徳島えりか | バカリズム        | 滝菜月       | 嵐                                      | 日本テレビ番町スタジオ               | 14.9%  |
| 20 | 2020年11月25日 | 水曜日 | 19:00 - 22:54 | 日テレ系音楽の祭典 ベストアーティスト2020                  | 櫻井翔   | 羽鳥慎一   | 滝菜月     | バカリズム        | 市來玲奈     | 嵐                                      | 日本テレビ番町スタジオ               | 14.3%  |
| 21 | 2021年11月17日 | 水曜日 | 19:00 - 22:54 | 日テレ系音楽の祭典 ベストアーティスト2021 20周年スペシャル | 櫻井翔   | 羽鳥慎一   | 市來玲奈   | バカリズム        | なし         | 桑田佳祐                                | 幕張メッセ                           | 11.5%  |
| 22 | 2022年12月3日  | 土曜日 | 19:00 - 22:54 | 日テレ系音楽の祭典 ベストアーティスト2022                  | 櫻井翔   | 羽鳥慎一   | 市來玲奈   | バカリズム        | なし         | ゆず                                    | 日本テレビ番町スタジオ               | 10.9%  |
| 23 | 2023年12月2日  | 土曜日 | 19:00 - 22:54 | 日テレ系音楽の祭典 ベストアーティスト2023                  | 櫻井翔   | 羽鳥慎一   | 市來玲奈   | バカリズム        | なし         | ゆず                                    | 日本テレビ番町スタジオ               | 9.8%   |
| 24 | 2024年11月30日 | 土曜日 | 19:00 - 22:54 | 日テレ系音楽の祭典 ベストアーティスト2024                  | 櫻井翔   | 羽鳥慎一   | 市來玲奈   | バカリズム        | なし         | 三代目 J SOUL BROTHERS from EXILE TRIBE | 日本テレビ番町スタジオ               | 8.6%   |

補足
- 視聴率はビデオリサーチ調べ、関東地区・世帯・リアルタイム。
- 赤数字は最高視聴率、青数字は最低視聴率。
- 赤坂はデータ発表を担当。2009年は東京ビッグサイト進行。
- 羽鳥は2009年・2010年は日本テレビアナウンサー、2011年以降はフリーアナウンサーとして出演。
- 西尾、桝は出演当時は日本テレビアナウンサー。
- 鈴江、徳島、岩本、尾崎、水卜、滝、市來は日本テレビアナウンサー。
- 鈴江は2011年・2012年いずれも『NEWS ZERO』出演のため途中退場した（前者は21:45頃まで、後者は21:00頃まで）。
- 2008年は幕張メッセに到着したアーティスト紹介役として日本テレビアナウンサーの鈴江（以下当時）、葉山エレーヌ、夏目三久で結成された「go!go!ガールズ」が出演した。
- 2009年は二元中継で放送。
- 2010年から2014年には嵐が、2018年、2019年、2022年は櫻井が『NHK紅白歌合戦』の司会[注 16]を担当しており、この8年における櫻井は本番組と合わせて年末音楽特別番組の司会を2本務めた。
- 2011年は幕張メッセに到着したアーティスト紹介役として徳島、事前収録となった日本テレビGスタジオでの進行役として森麻季（当時日本テレビアナウンサー）が出演した。

## 各年の放送内容・出来事
2001年（第1回）
- 前年までの『日本テレビ音楽の祭典』に替わり、『1億3000万人が選ぶ!ベストアーティスト30』として放送開始。

2003年（第3回）
- 『1億3000万人が選ぶ!ベストアーティスト』に改題。この年から東名阪エリアにおいて地上デジタル放送での放送が開始され、この年からハイビジョン撮影[注 17]となる。

2004年（第4回）
- 人気お笑いタレントのスペシャルユニットとして青木さやか・波田陽区・はなわがネタを披露した。しかし、はなわが客席から登場した際に大勢の観客に押し倒されてステージに上がれず、結局ほとんど歌えなくなるハプニングがあった。
- 東京ベイNKホールからの放送はこの回が最後となった。

2005年（第5回）
- この回から2007年（第7回）まで横浜アリーナが会場となる。

2006年（第6回）
- この回は裏番組『明石家さんちゃんねる』（TBS系列）に出演していた飯島の代役として知花が司会を務めた。この回より本格的なハイビジョン制作を開始した[注 18]。
- 山下智久、KAT-TUN、タッキー&翼、修二と彰の前座で桜塚やっくん、小梅太夫、犬井ヒロシがネタを披露した。また、やっくんはネタの後に持ち歌「1000%SOざくね?」を披露した。

2007年（第7回）
- 開始以来初めて番組タイトルロゴと名前テロップを変更した。
- 5月に亡くなったZARDの坂井泉水の追悼企画として「負けないで」のPVが流された。
- ハーフタイムでは藤崎マーケットとムーディ勝山がネタを披露した。
- EXILEが「I Believe」を歌唱した際にボーカルのATSUSHIの声が入らない音声トラブルが発生し、徳光らが番組内でお詫びをした。

2008年（第8回）
- この回から幕張メッセが会場となる（2009年（第9回）・2019年（第19回）を除く）。
- ハーフタイムではエド・はるみ、はるな愛、渡辺直美、芋洗坂係長がネタを披露した。加えてエドは司会陣とともに進行を担当したほか、持ち歌「グーグー Sun バ!」を披露した。

2009年（第9回）
- 番組のスタイルがほぼ刷新された。初回より担当していた赤坂以外の司会者が一新され、櫻井といずれも当時日本テレビアナウンサーの羽鳥、西尾が加わった。出演アーティストが司会を務めるのは番組開始以来初めてとなる。また、番組タイトルも『日テレ系音楽の祭典 ベストアーティスト』に改題された。
- 二元中継のため櫻井・羽鳥・西尾は日本テレビGスタジオ、赤坂は東京ビッグサイトで進行を務めた。櫻井は嵐としての出演のために途中で東京ビッグサイトに移動し、移動中の様子も随時生中継された。
- 前年までは原則として1組1曲だったが、この回以降はほぼ全てのアーティストがメドレー（主な代表曲＋その年にリリースしたヒット曲）を披露する形式に変更された。これにより本番組より後に放送される『ミュージックステーションスーパーライブ』とは内容の面である程度差別化された[注 19]。
- 番組開始以来浜崎あゆみがトリを務めたが、この回以降は司会の櫻井が所属する嵐が担当している[注 20]。
- この回より、お笑い芸人のネタ披露は2016年（第16回）まで一切行われなくなった。

2010年（第10回）
- 出演アーティストは20組。
- 前年は出演したアーティストのほとんどが2曲以上披露したが、この回はコブクロや西野カナ、倖田來未など一部アーティストが1曲のみの披露となった。

2011年（第11回）
- 2006年（第6回）以来5年ぶりに11月の放送となった。
- 3月に発生した東日本大震災を受けて、「音楽で日本を元気に」をテーマに各アーティストが代表曲および2011年のヒット曲を披露した。
- 出演アーティストは23組。そのうち平井堅といきものがかりはスケジュールの都合[注 21]により日本テレビGスタジオで事前収録したものが放送された。
- KAT-TUNの出番の際にはスペシャルゲストとして鈴木福が登場し[注 22]、薫と友樹、たまにムック。の「マル・マル・モリ・モリ!」を披露した。また、斉藤和義のパフォーマンス前には主題歌を担当したドラマ『家政婦のミタ』に主演した松嶋菜々子からのVTRメッセージが放送された。
- Perfumeのステージでは、2曲目「レーザービーム」を披露している最中にのっちのベルトが外れるというハプニングが発生した。踊りながら直そうとしたが、結局最後まで直せずに終わった。このことは翌年の番組で登場した際のトークでも触れられていた。

2012年（第12回）
- 出演アーティストは32組。
- 前年まで行なわれたナビゲーターによる性別・年代別の支持を表すグラフの紹介やメッセージの読み上げが行われなかったほか、番組の途中では過去の同番組で披露された名曲集のVTRが挿入された。この形式は翌年以降も継続されている。また、中盤では5組のアーティストによるノンストップメドレーが披露された[注 23]。
- KAT-TUNの出番前には応援ゲストとして前年に引き続き鈴木福が登場した。また、NEWSの出番前には会場にNEWSの大ファンの吉田沙保里がいることについて触れられた。

2013年（第13回）
- 出演アーティストは32組。
- 2001年（第1回）から2012年（第12回）までナビゲーターを務めていた赤坂泰彦が降板した。
- 嵐による「Happiness」の歌唱の際、番組連動データ放送を使った視聴者参加型企画「みんなでHappiness」を実施した。
- ふなっしーがゲスト出演した[2]。

2014年（第14回）
- 出演アーティストは31組。
- 当日出演を予定していたタッキー&翼は、メンバーの今井翼がメニエール病による入院のため出演をキャンセル。滝沢秀明のみの出演となった。相葉雅紀（嵐）、増田貴久（NEWS）、横山裕（関ジャニ∞）、亀梨和也（KAT-TUN）、Hey! Say! JUMPとのコラボレーション共演という形で「夢物語」を披露した。
- 番組の最後で、視聴者による生投票企画「みんなで選ぶ嵐スペシャルメドレー」が実施された。HOTメドレー（「Troublemaker」「GUTS!」）とCOOLメドレー（「truth」「誰も知らない」）の2択（太字が選ばれたメドレー）で、シンキングタイムの「A・RA・SHI」に加えて合計3曲をメドレーで披露した。

2015年（第15回）
- 出演アーティストは40組。
- 『ダウンタウンのガキの使いやあらへんで!!』内の企画「浜田アイドル化計画」から生まれたキャラクター「浜田ばみゅばみゅ」（浜田雅功）が生出演し、元ネタとなったきゃりーぱみゅぱみゅと共演した。
- 田口淳之介（KAT-TUN）が2016年春を以ってグループを脱退し、ジャニーズ事務所を退所する旨を発表した[3]。

2016年（第16回）
- 出演アーティストは39組。当初は40組の予定だったが、星野源が過労による体調不良のため、急遽出演を見合わせることになった。
- 長野博（V6/20th Century）が白石美帆と結婚後、当番組が初めてのテレビ出演となり、V6が歌唱する前と「Beautiful World」を歌唱中の後半でTOKIO、嵐、関ジャニ∞が登場し、長野博の結婚を祝福した。

2017年（第17回）
- 出演アーティストは35組。
- LINE LIVE、Twitter、ニコニコ生放送、YouTubeを通じて古坂大魔王と後藤晴菜（日本テレビアナウンサー）が出番前後のアーティストを次々に招き、番組の裏話を繰り広げる企画「裏配信★大魔王の部屋」を生配信した。
- お笑い芸人のネタ見せが9年ぶりに事実上復活し、ブルゾンちえみ with Bがオースティン・マホーンと共に「Dirty Work」に合わせてコラボレーションで披露。
- 今年で振り付けソングが生まれて50周年になることを祝して、『みんな踊れる！振り付けソング50年メドレー』と題して豪華コラボで10曲披露。ラインナップは嵐×乃木坂46の「A・RA・SHI」、モーニング娘。×Sexy Zoneの「LOVEマシーン」、堺正章×関ジャニ∞の「バン・バン・バン」、荻野目洋子×ジャニーズWESTの「ダンシング・ヒーロー (Eat You Up)」、EXILE THE SECOND×TAKAHIRO×堺正章の「Choo Choo TRAIN」、修二と彰×Hey! Say! JUMPの「青春アミーゴ」、RADIO FISH×NEWSの「PERFECT HUMAN」、AKB48×加藤一二三×ANZEN漫才×にゃんこスター×羽鳥慎一×桝太一の「恋するフォーチュンクッキー」、増田恵子×E-girlsの「UFO」、Perfume×水卜麻美×近藤春菜の「ポリリズム」である。

2018年（第18回）
- 出演アーティストは28組。
- 前年に引き続き、出番前や出番後のアーティストと裏側トークを繰り広げる「裏配信★大魔王の部屋」がYouTube・ニコニコ生放送・Twitter・Facebook・番組公式ホームページで同時生配信された。古坂大魔王と青木源太（日本テレビアナウンサー）、佐藤梨那（日本テレビアナウンサー）が進行を務めた。

2019年（第19回）
- 出演アーティストは42組。
- 同年3月に完成・運用が始まった日本テレビ番町スタジオからの生放送に変更となった。
- 前年に引き続き、出番前や出番後のアーティストと裏側トークを繰り広げる「裏配信★大魔王の部屋」がYouTube・ニコニコ生放送・Twitter・Facebook・LIVEPARKで同時生配信された。前年に引き続き、古坂大魔王と青木源太（日本テレビアナウンサー）、佐藤梨那（日本テレビアナウンサー）が進行を務めた。
- 番組の冒頭で、この年に開催された「ラグビーワールドカップ2019」に出場した日本代表選手数人がゲストとして出演し、トップバッターの曲フリを行った。
- 乃木坂46の楽曲披露の際、特別ゲストとして元メンバーの西野七瀬が登場。もう一人の元メンバー市來玲奈（日本テレビアナウンサー）もよみうりランドからの中継リポーターを務めた。
- 三代目 J SOUL BROTHERS from EXILE TRIBE「Rat-tat-tat」の歌唱の際に、メンバーの山下健二郎が火曜日メインパーソナリティを務める『ZIP!』の出演者とのコラボレーションを行い、『ZIP!』出演者から総合司会の桝太一（日本テレビアナウンサー）、徳島えりか（日本テレビアナウンサー）、貴島明日香、小林正寿、くぼてんき、マーティンが参加し、Rat-tat-tatダンスを披露した。

2020年（第20回）
- 出演アーティストは41組。今回は政府からの新型コロナウイルス感染拡大の影響により無観客で放送される事となった。
- NiziUが12月2日リリースのデビュー曲「Step and a step」を世界初披露した。
- Mr.Childrenがバンドとして2015年12月25日の「ミュージックステーションスーパーライブ」以来約5年ぶりにテレビ出演した。

2021年（第21回）
- 出演アーティストは36組。前回に続き無観客での放送となった。
- トップバッターは櫻井が務め、「カイト」をピアノで演奏した。

2022年（第22回）
- 番組開始以来、初めて土曜日に放送された[4]。

## 出演アーティスト（2001年〜2010年）

### 第1回（2001年）
- aiko
- 安室奈美恵
- 嵐
- Gackt
- Kiroro
- KinKi Kids
- GLAY
- CHEMISTRY
- ゴスペラーズ
- 小柳ゆき
- J-FRIENDS
- ZONE
- TOKIO
- 浜崎あゆみ
- hitomi
- 平井堅
- 20th Century
- ポルノグラフィティ
- 松浦亜弥
- MAX
- 三木道三
- モーニング娘。
- 矢井田瞳

### 第2回（2002年）
- 安室奈美恵
- 嵐
- 井上陽水
- w-inds.
- 宇多田ヒカル
- 小田和正
- Gackt
- GLAY
- 桑田佳祐
- CHEMISTRY
- ゴスペラーズ
- J-FRIENDS
- 島谷ひとみ
- タッキー&翼
- 中島美嘉
- 浜崎あゆみ
- B’z
- 平井堅
- 藤本美貴
- BoA
- ポルノグラフィティ
- モーニング娘。
- 矢井田瞳

### 第3回（2003年）
- aiko
- 安室奈美恵
- 嵐
- w-inds.
- CHEMISTRY
- サザンオールスターズ
- 島谷ひとみ
- SPEED
- SMAP
- TOKIO
- 中島美嘉
- はなわ
- 浜崎あゆみ
- B’z
- 福山雅治
- BoA
- 松浦亜弥
- Mr.Children
- モーニング娘。
- 森山直太朗
- ロードオブメジャー

### 第4回（2004年）
- 安室奈美恵
- 嵐
- EXILE
- 大塚愛
- ORANGE RANGE
- 河口恭吾
- KinKi Kids
- ゴスペラーズ
- サザンオールスターズ
- 島谷ひとみ
- SMAP
- TOKIO
- 波田陽区
- はなわ
- 浜崎あゆみ
- H.P.オールスターズ
- 平井堅
- 平原綾香
- ポルノグラフィティ
- 松平健
- Ryu

### 第5回（2005年）
- aiko
- 安室奈美恵
- 嵐
- 伊藤由奈
- 宇多田ヒカル
- EXILE
- 大塚愛
- ORANGE RANGE
- Crystal Kay
- CHEMISTRY
- 倖田來未
- コブクロ
- 近藤真彦
- サザンオールスターズ
- 島谷ひとみ
- 修二と彰
- SMAP
- D-51
- DEF.DIVA
- TOKIO
- 中島美嘉
- 浜崎あゆみ
- 一青窈
- BoA
- ポルノグラフィティ
- 松平健
- モーニング娘。

### 第6回（2006年）
- aiko
- 絢香
- 嵐
- 犬井ヒロシ
- Every Little Thing
- ENDLICHERI☆ENDLICHERI
- 大塚愛
- ORANGE RANGE
- KAT-TUN
- KinKi Kids
- GLAY
- 倖田來未
- 小梅太夫
- コブクロ
- 桜塚やっくん
- サザンオールスターズ
- スキマスイッチ
- SMAP
- タッキー&翼
- DJ OZMA
- 堂本光一
- TOKIO
- 中島美嘉
- 浜崎あゆみ
- B’z
- 一青窈
- BoA
- ポルノグラフィティ
- Mr.Children
- mihimaru GT
- 山下智久
- WaT

### 第7回（2007年）
- aiko
- 秋川雅史
- 絢香
- 嵐
- 宇多田ヒカル
- EXILE
- Every Little Thing
- 大塚愛
- おしりかじり虫
- ORANGE RANGE
- KAT-TUN
- KinKi Kids
- 桑田佳祐
- 倖田來未
- コブクロ
- スキマスイッチ
- タッキー&翼
- TOKIO
- 徳永英明
- 中島美嘉
- 浜崎あゆみ
- B’z
- 平井堅
- V6
- 藤崎マーケット
- ムーディ勝山
- モーニング娘。
- ルー大柴&仁井山

### 第8回（2008年）
- aiko
- 青山テルマ
- 安室奈美恵
- 絢香
- 嵐
- EXILE
- エド・はるみ
- 大塚愛
- KAT-TUN
- 関ジャニ∞
- 木山裕策
- KinKi Kids
- 倖田來未
- コブクロ
- SPEED
- TOKIO
- 中島美嘉
- 鼠先輩
- Perfume
- 浜崎あゆみ
- 平井堅
- V6
- 藤岡藤巻と大橋のぞみ
- ブリトニー・スピアーズ
- ポルノグラフィティ
- Mr.Children

### 第9回（2009年）
- aiko
- 絢香
- 嵐
- いきものがかり
- EXILE
- Every Little Thing
- KAT-TUN
- 関ジャニ∞
- GLAY
- 桑田佳祐
- 倖田來未
- コブクロ
- 修二と彰
- SPEED
- TOKIO
- 中島美嘉
- NEWS
- Perfume
- 浜崎あゆみ
- 平井堅
- V6
- ポルノグラフィティ
- ゆず
- レミオロメン

### 第10回（2010年）
- 嵐
- いきものがかり
- EXILE
- AKB48
- KAT-TUN
- 倖田來未
- コブクロ
- 坂本冬美
- タッキー&翼
- TOKIO
- 西野カナ
- NEWS
- Perfume
- 浜崎あゆみ
- 平井堅
- FUNKY MONKEY BABYS
- 福山雅治
- Hey! Say! JUMP
- ポルノグラフィティ
- ゆず

## 出演アーティスト（2011年〜2020年）

### 第11回（2011年）
- aiko
- 嵐
- いきものがかり
- EXILE
- AKB48
- SKE48
- 怪物くん（大野智）
- KAT-TUN
- 関ジャニ∞
- 斉藤和義
- 三代目 J Soul Brothers from EXILE TRIBE
- 鈴木福
- タッキー&翼
- TOKIO
- ドリームモーニング娘。
- 西野カナ
- Perfume
- 平井堅
- Fairies
- 福山雅治
- Hey! Say! JUMP
- ポルノグラフィティ
- ゆず
- L'Arc〜en〜Ciel

### 第12回（2012年）
- ATSUSHI
- 絢香
- 嵐
- いきものがかり
- EXILE
- AKB48
- SKE48
- NMB48
- KAT-TUN
- 関ジャニ∞
- 木村カエラ
- きゃりーぱみゅぱみゅ
- コブクロ
- ゴールデンボンバー
- 三代目 J Soul Brothers from EXILE TRIBE
- TOKIO
- ナオト・インティライミ
- 中島美嘉
- NEWS
- Perfume
- 平井堅
- V6
- Fairies
- flumpool
- Hey! Say! JUMP
- ポルノグラフィティ
- 槇原敬之
- Mr.Children
- 森高千里
- 山田涼介
- YUI
- ゆず

### 第13回（2013年）
- aiko
- 嵐
- E-girls
- HKT48
- SKE48
- NMB48
- EXILE
- AKB48
- KAT-TUN
- 関ジャニ∞
- きゃりーぱみゅぱみゅ
- コブクロ
- ゴールデンボンバー
- 三代目 J Soul Brothers from EXILE TRIBE
- JUJU
- スキマスイッチ
- SEKAI NO OWARI
- TOKIO
- ナオト・インティライミ
- 西野カナ
- NEWS
- 乃木坂46
- Perfume
- 平井堅
- V6
- Hey! Say JUMP
- 堀田家BAND
- ポルノグラフィティ
- 槇原敬之
- MAX
- ゆず
- LUNA SEA

### 第14回（2014年）
- aiko
- 嵐
- E-girls
- いきものがかり
- HKT48
- EXILE TRIBE
- AKB48
- SKE48
- NMB48
- KAT-TUN
- 関ジャニ∞
- きゃりーぱみゅぱみゅ
- KinKi Kids
- ゴールデンボンバー
- 三代目 J Soul Brothers from EXILE TRIBE
- ジャニーズWEST[注 24]
- JUJU
- Superfly
- SEKAI NO OWARI
- タッキー&翼
- TOKIO
- NEWS
- 乃木坂46
- Perfume
- V6
- Hey! Say! JUMP
- ポルノグラフィティ
- 槇原敬之
- Mr.Children
- May J.
- ゆず

### 第15回（2015年）
- AI
- aiko
- 嵐
- E-girls
- いきものがかり
- HKT48
- AKB48
- NMB48
- EXILE
- KAT-TUN
- KANA-BOON
- KABA.ちゃん
- 関ジャニ∞
- 氣志團
- きゃりーぱみゅぱみゅ
- KinKi Kids
- クリス松村
- ゲスの極み乙女。
- 三代目 J Soul Brothers from EXILE TRIBE
- GENERATIONS from EXILE TRIBE
- ジャニーズWEST
- JUJU
- Superfly
- SEKAI NO OWARI
- タッキー&翼
- TOKIO
- ナオト・インティライミ
- 西内まりや
- 西野カナ
- NEWS
- 乃木坂46
- 秦基博
- Perfume
- 浜田ばみゅばみゅ
- 平井堅
- V6
- BREAKERZ
- Hey! Say! JUMP
- 星野源
- ポルノグラフィティ
- 槇原敬之
- 山本彩

### 第16回（2016年）
- AI
- aiko
- 嵐
- ［Alexandros］
- 家入レオ
- E-girls
- いきものがかり
- EXILE THE SECOND
- HKT48
- SKE48
- NMB48
- 関ジャニ∞
- Kis-My-Ft2
- きゃりーぱみゅぱみゅ
- KinKi Kids
- 桑田佳祐
- 欅坂46
- THE YELLOW MONKEY
- 三代目 J Soul Brothers from EXILE TRIBE
- GENERATIONS from EXILE TRIBE
- ジャニーズWEST
- JUJU
- スティング
- SEKAI NO OWARI
- Sexy Zone[注 25]
- TOKIO
- 西内まりや
- 西野カナ
- NEWS
- 乃木坂46
- 秦基博
- back number
- Perfume
- ピコ太郎
- V6
- Hey! Say! JUMP
- ポルノグラフィティ
- ゆず

### 第17回（2017年）
- aiko
- 嵐
- E-girls
- 梅沢富美男
- EXILE THE SECOND
- AKB48
- NGT48
- 荻野目洋子
- オースティン・マホーン
- 亀と山P
- 関ジャニ∞
- きゃりーぱみゅぱみゅ
- 倉木麻衣
- 欅坂46
- THE YELLOW MONKEY
- 堺正章
- 三代目 J Soul Brothers from EXILE TRIBE
- GENERATIONS from EXILE TRIBE
- ジャニーズWEST
- 修二と彰
- SixTONES
- Snow Man
- SEKAI NO OWARI
- Sexy Zone
- TAKAHIRO
- DEAN FUJIOKA
- TOKIO
- 中丸雄一
- NEWS
- 乃木坂46
- back number
- Perfume
- B’z
- 平井堅
- ブルゾンちえみ with B
- Hey! Say! JUMP
- 星野源
- ポルノグラフィティ
- MIGHTY WARRIORS
- 増田恵子
- 三浦大知
- モーニング娘。'17
- RADIO FISH
- WANIMA

### 第18回（2018年）
- 嵐
- E-girls
- EXILE
- AKB48
- KAT-TUN
- キアラ・セトル
- Kiroro
- King & Prince
- 欅坂46
- コブクロ
- ゴールデンボンバー
- GENERATIONS from EXILE TRIBE
- 嶋大輔
- ジャニーズWEST
- Superfly
- Sexy Zone
- 高橋洋子
- DA PUMP
- 西野カナ
- NEWS
- 乃木坂46
- Perfume
- B.B.クィーンズ
- 平井堅
- Hey! Say! JUMP
- 星野源
- ポルノグラフィティ
- WANIMA

### 第19回（2019年）
- 麻倉未稀
- 嵐
- いきものがかり
- KAT-TUN
- 関ジャニ∞
- King & Prince
- King Gnu
- 倉木麻衣
- 欅坂46
- THE RAMPAGE from EXILE TRIBE
- 三代目 J SOUL BROTHERS from EXILE TRIBE
- ジェジュン
- GENERATIONS from EXILE TRIBE
- ジャニーズWEST
- SixTONES
- Snow Man
- Superfly
- SEKAI NO OWARI
- Sexy Zone
- DA PUMP
- DJ松永（Creepy Nuts）
- DEAN FUJIOKA
- 中元みずき
- NEWS
- 乃木坂46
- 花*花
- Perfume
- 日向坂46
- 平井堅
- Foorin
- Hey! Say! JUMP
- 槇原敬之
- Matt
- 三浦大知
- MIYAVI
- 森山直太朗
- 山崎育三郎
- Little Glee Monster
- LUNA SEA
- WANIMA

### 第20回（2020年）
- IZ*ONE
- 絢香
- 嵐
- ［Alexandros］
- 家入レオ
- いきものがかり
- 池田エライザ
- EXILE
- AKB48
- KAT-TUN
- 関ジャニ∞
- 清塚信也
- 三代目 J SOUL BROTHERS from EXILE TRIBE
- ジェジュン
- GENERATIONS from EXILE TRIBE
- 柴咲コウ
- ジャニーズWEST
- SixTONES
- Snow Man
- SEKAI NO OWARI
- Sexy Zone
- DA PUMP
- DISH//
- TOMORROW X TOGETHER
- ナオト・インティライミ
- NiziU
- NEWS
- 乃木坂46
- Perfume
- BTS
- 日向坂46
- Foorin
- 福山雅治
- Hey! Say! JUMP
- 三浦大知
- Mr.Children
- 宮本浩次
- LiSA

## スタッフ

### 2024年（第24回）
- 技術統括（第19回-）：大越克人（第24回）
- 美術統括（第19回-）：大川明子（第22回-、第13-18回は美術プロデューサー）
- 美術プロデューサー：山本澄子（第22回-）
- 総合TD：鈴木昭博

汐留本社 SVサブ
- ベストポイントディレクター（第19回-）：豊永満（第20回-、第19回はアプリディレクター）、出野皓平（第21回-、第18回はAD）、高村いずみ（第24回、第20回は演出補、第23回はプロデューサー）、岩本ナオミ（第24回）
- ディレクター：淺沼丈生（第24回）、後藤喬之（第22回-）
- 演出：渡辺春佳（第24回、第17回はアーティスト演出、第18回はディレクター、第19回はプロデューサー、第20-22回は汐留本社 SVサブ演出、第23回は演出）
- プロデューサー：柏原萌人（第24回、第22回はPRプロデューサー、第23回はプロデューサー）

バンテリンドーム ナゴヤ中継
- ディレクター：新井章司（第23回-、第14-16回はディレクター、第19回はよみうりランド中継ディレクター）、萩原哲也（第24回、第19回はよみうりランド中継ディレクター、第22回はディレクター）、三谷未来、清水陸斗（共に第24回）
- プロデューサー：渡辺健太郎（第23回-、第18回・汐留本社・SVサブ担当P）、窪彩花（第24回、第23回はAsue アリーナ大阪中継プロデューサー）

横浜・ぴあアリーナMM中継
- ディレクター：橋村和幸（第24回、第15,16,20-22回はディレクター、第14回はAD、第18回はロス中継ディレクター、第19回はよみうりランド中継ディレクター、第23回は京セラドーム大阪中継ディレクター）、並河和奈（第24回、第23回は真駒内セキスイハイムアイスアリーナ中継ディレクター）、村岡美里（第24回、第16回はADで岡村名義、第22,23回は演出補）、奥山翼（第24回）
- プロデューサー：山崎みみ（第24回、第19回はよみうりランド中継プロデューサー、第22回は番町スタジオプロデューサー、第23回は京セラドーム大阪中継プロデューサー）

全体
- 情報提供：ORICON
- 美術・技術協力：中京テレビ、NiTRO、日テレアート、日放、共立ライティング、ヌーベルバーグ、俳優座劇場、オブジェスタジオ、中央宣伝企画、イエローフラッグ、エス・アイ・エス、TACT、テックトラスト、テルミック、コマデン、ヤマモリ、テレフィット、俳優座特効、インターナショナルクリエイティブ、アカリセンター、ジャパンテレビ、三響社、CTV MID ENJIN（TACT→第21回-、中京・共立・エス・コマ→第22回-、三響→第22,24回、日放・ヌーベル・オブジェ→第23回-、日放・俳優座・コマ・三響→以前も担当、テレフィ・俳優座特効・インター・アカリ・ジャパン・CTV MID→第24回）
- 制作協力：AX-ON、オフィス・ケーアール、ゴットキッズ、モスキート、アガサス
- 運営：光岡裕子、山崎李奈、甲斐主規、池田琴
- 放送作家：桜井慎一（第22回-）、桝本壮志、藤井靖大（第19,22回-、後は構成作家）
- TK：桜井えみこ、田中彩（田中→第22回-）
- デスク：小原麻実（第9,12回-）
- 番町スタジオプロデューサー(第22回-)：前田直敬（第22回-、第2,3,6回はディレクター、第9回はFM、第10-21回は幕張メッセプロデューサー）、末延靖章（第19,24回、第17回はプロデューサー）、本橋武夫（第22回-、第3回は中継P、第10回は幕張メッセ担当、第6-9,11-19回はプロデューサー、第20,21回は幕張メッセプロデューサー）、吉田一浩（第22回-、第7,8回はディレクター、第9-19回はプロデューサー、第20,21回は幕張メッセプロデューサー）
- 演出補（第20回-）[注 26]：織田充希（第24回、第23回はバンテリンドーム ナゴヤ中継ディレクター）、亀井理美（第24回）、土田満春（第22回-）、谷村佳奈（第24回）、山本剛史（第23回-）、松本亜弓（第22回-、第21回は汐留本社 SVサブベストポイントディレクター）、鈴木千香（第21,22,24回、第23回はAsue アリーナ大阪中継ディレクター）、富田文子（第24回）、長坂美月（第24回）、安達裕美（第22回-）、高橋果歩、斉籐鈴乃（共に第24回、第23回はFM）
- FM(第21回-)：加藤健太（第22回-、第19,20回はC1・FM、第21回はディレクター）、湯本夏輝（第24回）、片岡明日香（第23回-）、文元麻由奈（第22,24回）、原皓史（第24回）、田中怜（第24回）、坪井優樹（第24回）
- 制作進行：斎藤寿（第6回-）
- ディレクター：中村文彦（第22回-、第21回はFM）、錦織信彦（第8回-、第6,7回はFM）、阿部聡（第8-20,22回-、第6回はFM、第7回はマルチSW、第21回はプロデューサー）、安達穣史（第20回-、第19回は汐留本社 SVサブ・ベストポイントディレクター）、諏訪裕紀（第16,23回-、第19-22回は汐留本社 SVサブベストポイントディレクター）、庄司名衣（第14回-、第13回はAD）、稲元雅俊（第18回-、第13-16回はAD、第17回はFM）、松本匡(臣)貴（第16回-、第14,15回はAD）、佐々木万由子（第20回-、第18回はFM、第19回はよみうりランド中継AD）、田中もも（第21回-、第15-20回は演出補）、町田有（第21回-、第18,19回はAD、第20回は演出補）、廣本諒介（第23回-、第19回はAD、第21回はPRディレクター）、山本ゆかり（第22回-、第20,21回は演出補）
- プロデューサー：貝山京子（第19,22回-、第20,21回は幕張メッセプロデューサー）、傅克文（第23回-、第22回はPRプロデューサー）、富永結貴（第24回、第20回はPRディレクター）、森下典子（第15回-、第6-14回はAP）、比嘉智樹（第20回-、第8,14-16,19回はディレクター、第12回はFM、第13,17回は中継D）、橋本隆（第23回-、第9回はディレクター、第11-20,22回はAP、第21回は幕張メッセプロデューサー）、山崎佑里子（第23回-、第14,15回はAD、第16-20,22回はAP、第21回は幕張メッセプロデューサー）、和田裕子（第23回-、第20,22回はAP、第21回は幕張メッセプロデューサー）、大塚明（第23回-、第15-20,22回はAP、第21回は幕張メッセプロデューサー）、阿比留ほのほ（第23回-、第19-21回は演出補、第22回はAP）
- 総合演出：柳沢英俊（第24回）
- 統括プロデューサー：河野雄平（第23回-、第22回は総合プロデューサー）
- 総合プロデューサー：岩崎小夜子（第21,23回-、第17回はAP、第18-20,22回はプロデューサー）
- チーフプロデューサー：島田総一郎（第23回-、第15回はアーティストプロデューサー、第16回は幕張メッセP、第17回は中継P）
- 製作著作：日本テレビ

### 過去のスタッフ
- スーパーバイザー：吉岡正敏（第1回）
- 監修：五味一男（第1,6,8回）
- 構成：矢（八）頭浩（第1-15回）、沢口義明（第1-14回）、AKO（第3,4,6-8回、第1,2回はリサーチ）、安達××（第7,8回、第6回は穣名義）、成瀬正人（第15回）、木南広明（第15回）、川上トリオ（第17-19回）、石原健次（第18回）
- リサーチ：安藤優子（第1回）、関根清貴（第1回）
- 技術統括（第19回-）：木村博靖（第19回、第12-18回はTM）、川合亮（第20-23回）
- 美術統括（第19回-）：栗原純二（第19,20回、第18回は美術プロデューサー）、滋田由布子（第21回、第19,20回は美術プロデューサー）
- TM：吾妻光良（第1回）、原泰造（第2回）、古井戸博（第3回）、新名大作（第6-11回）
- SW：吉田健治
- カメラ：大庭茂嗣
- 音声：原秀彰
- 美術プロデューサー：鈴木喜勝（第1-3回）、林健一（第7-12回）、稲本浩（第13回）、葛西剛太（第21回）
- 美術デザイン：浅田一花、波多野真理、米津成美、松浦なつみ
- 舞台監督：古谷晃（グラビティ、第1-3,6,7回）
- デジタルコンテンツ展開：松村優衣、中村貴士（共に第21回）、藤澤美郷、雲川静佳（雲川→第22回）

番町スタジオ
- フロアマネージャー：〈C1〉新井万季（第17,19回、第18回はストロングポイントディレクター）、上野詩織（第20回、第17,18回はFM、第19回はディレクター）、久島拓也（第20回）〈C2〉氣賀澤宏隆（第6回-、第2,3回はディレクター）、星野克己（第8-16,19回-、第17回は中継D）、西本幸平（第20回、第16,17回はAD、第18,19回はディレクター）、藤田安希（第20回）、〈C3〉冨永琢磨（第20回）

デジタル生配信中継
- 宣伝：石尾純（第18回）、細川恵理（第19回）
- 協力：フォアキャスト・コミュニケーションズ
- ディレクター：熊谷航太郎（第18回）、田村幸大（第19回、第15回はAD、第17回はFM、第18回はディレクター）
- AD：小倉寛太（第18回）、河村哲平（第19回）
- プロデューサー：渡邊文哉（第18回はプロデューサー）

よみうりランド中継
- 撮影協力：よみうりランド
- プロデューサー：小林拓弘（第19回）

京セラドーム大阪中継
- ディレクター：山下達磨（第23回、第14-17回はAD）、石川由乃（第23回、第20回はAD）、山口茉莉（第23回）
- プロデューサー：岡部憲道（第23回）

バンテリンドーム ナゴヤ中継
- ディレクター：白石日香里（第23回）
- プロデューサー：伊藤那月（第23回）

Asue アリーナ大阪中継
- ディレクター：高尾あずみ（第23回、第11-17回はAP、第19回はプロデューサー）、岩田宜之（第23回）

真駒内セキスイハイムアイスアリーナ中継
- ディレクター：蓮沼未来（第23回）
- プロデューサー：藤本弘志（第23回、第7回はCG・VTR、第8回はディレクター、第13回は中継演出、第14回は中継P、第18回は中継ディレクター兼プロデューサー、第19回はよみうりランド演出、第21回はプロデューサー）

汐留本社 SVサブ
- ベストポイントディレクター（第19回-）：正寶奈都貴（第21-23回）、劉子毓（第22回）
- ディレクター：蒲龍太郎（第19-21回、第17回は汐留本社・SVサブ担当AD、第18回はFM）、小松正樹（第19-21回、第8回、第11回は本社サブD、第12-15回は技術Co、第16-18回はVTR）、中川ゆりや（第22回、第19回はC2フロアマネージャー）、関口拓（第23回）
- プロデューサー：矢野尚子（第21回、第19回はプロデューサー）、上田崇博（第22回、第7,11回はディレクター、第9,12,13回は本社サブD、第15-17回は演出）

全体
- 美術・技術協力：TAMCO、KYORITZ、PRG、インテック、東宝舞台、丸与デザインテック（東宝・丸与→第21回）、NKL（NKL→第21,23回）、読売テレビ、札幌テレビ、エキスプレス（読売・札幌・エキス→第23回）
- 運営：鈴木涼介、野崎遥香、脇阪真琴
- 編成（第17回以来）：武末大作（第17回）、岩崎秀紀（第19回、第15回はAD）、今井大輔（第20回、第7回は本社サブD、第8回はディレクター）
- 営業（第17回以来）：酒向真一（第17回）、鈴木信（第19回）、滝澤真一郎（第20回）
- 宣伝（第17回）：三瓶篤樹（第17回）、藤井恒久（第20回）
- PRスポットプロデューサー：森川高行（第19回）
- PRスポットディレクター：横山琢磨（第19回）
- 情報取材プロデューサー（第20,21回）：劉雅莎（第20回）、鈴木将大（第20,21回）
- デスク：津下佳子（第12,15,16回）、中野真奈（第14回）、岡田真美（第15回）、西端薫（第15回）
- FM：舟澤謙二（第1-8,11-16回）、杉岡士朗（第3,6回）、鈴木豊人（第3,8回）、高橋康之（第3,6-8回）、小笠原豪（第6,7回）、花蔭篤（第15,16回、第8,11-14回はディレクター、第9回はGスタ・マルチSW）、川口信洋（第11,15,16回、第12-14回はディレクター）、久保田克重（第9,15-17回、第2,3,6,8,11-14回はディレクター）、前田大輔（第16回、第13,14回はAD）、増田雄太（第17回）、井上統暉（第17,18回）、岩崎林太郎（第17,18回）、小田葉月（第18回）、渡邊菜月（第18回）、糸賀綾香（第21-23回）、小手川由莉（第22,23回）、則武有希子（第23回、第22回は演出補）
- AD（第12-19回）：大畑仁美（第12回）、竹内大樹（第12回）、畠山剛治（第13回）、姫野慈子（第13回）、西田志帆（第13-15回）、目黒真理子（第14回）、大槻将之（第14回）、岡史哲（第15回）、藤井和真（第16回）、金森渉（第16,17回）、村松千晶（第17回）、平松結有（第17,18回）、加村元輝（第18回）、山口拓朗（第19回、第18回はFM）
- 演出補（第20回-）：加治木賢真（第19-21回、第18回・汐留本社 SVサブ）、津波古知利（第19,21回）、大戸絵里加（第19,22回）、楠井彩圭（第20回）、松本美咲、岩根桜子（共に第21回）、西山由比、椛島玉淑、太田萌夏、岡本さやか（共に第22回）、磯村奏、大槻まな、仲間翔夢（共に第23回）
- ストロングポイントディレクター（第18回）：森山琢哉（第18回、第17回はディレクター）
- 本社サブディレクター：岩鼻優（第13-16回）
- ディレクター：徳永清孝（第7,8,22回、第9回はGスタ担当、第14回は中継演出、第17回は中継D）、鈴木淳一（第8回）、三富達郎（第13回）、宮崎浩一（第17回、第13回はFM）、井上将司（第15,17回はAD）、山下聖司（第17-19回は汐留本社 SVサブ）、須原翔（第17-19回、第15回はAD、第16回はFM）、諸田景子（第18回、第15回はAD、第16,17回はFM）、廣瀬隆太郎（第19,21,22回、第20回はC2・FM）、大井彰生（第19回、第17,18回はFM）、池山愛奈（第21回、第20回はC3・FM）、藁科啓（第21回、第20回は演出補）、巻下歩夢（第21回、第16-19回はAD、第20回は演出補）
- アーティスト演出（第17回）：黒川高、那須太輔、橋本和明、藤森真実、大楽和也、吉田陵
- 演出：久木野大（第12回、第7-9,11,14回は本社サブD、第13回はチーフディレクター、第17回は中継D）、井上尚也（第18回）
- 演出監修：髙橋利之（第19回、第18回は総合演出）
- 総合演出：尾高賢哉（第1-3回）、利根川広毅（第15-17回、第8-12回はディレクター、第13回はチーフディレクター、第14回は演出）、渡邉友一郎（第19-23回、第12回はAD、第14-17回はディレクター、第18回は音楽演出）
- アシスタントプロデューサー：山中れい子（第1-3回）、伊藤真和（第11-14回）、藤野はるか（第13,14回）、大野眞奈美（第2,3,6-16回、第1回は制作進行）、森田真由美（第2,3,6-9回、第1回は制作進行）、影山幸子（第2,3,6-8,14,15回）、寺田まゆみ（第12回、第1-11回はデスクで真結美かマユミ名義）、大曲夏奈子（第15回）、前田夏奈（第15,16回）、北村桃子（第16-20,22回、第15回はAD、第21回は幕張メッセプロデューサー）
- アーティストプロデューサー（第15回）：大友有一、横田崇、小野隆史、吉田尚代
- 本社サブプロデューサー：金田有浩（第6回、第8回はプロデューサー）、上田識喜（第8回）、遠藤正累（第9回）
- 幕張メッセプロデューサー：南波昌人（第16回、第6,7回はプロデューサー、第15回はアーティストプロデューサー、第17回は中継P）、笠原大輔（第16回）、荻野健（第16回）、佐々木聡史（第16回）、森俊憲（第16回）、西川宏一（第16,17回、第15回はアーティストプロデューサー）、笹部智大（第16,17回）、岩下英恵（第16,17回、第15回はアーティストプロデューサー）、大越理央（大越→第3回は中継P、第7回はP、第15回はアーティストプロデューサー）、黒岩敏一（第15回はアーティストプロデューサー）、黄木美奈子（第17回）、宮太一（第17回）、安田純奈（第17回）、齋藤久美子（第17,18回）、渡辺卓郎（渡辺→第18回、第15回はアーティストプロデューサー）、大橋あり（第18回）、福田一寛（第19-21回）、藤井良記（第21回、第17回はアーティスト演出、第20回は汐留本社 SVサブ・P）、藤戸星妃（第21回、第15回はAD、第16-20回はディレクター）/ 髙橋孝平（第21回）
- 番町スタジオプロデューサー：廣瀬由紀子（第16-19回）、宮本誠臣（第19回）、須藤大介（第19回）、吉無田剛（第20回、第15回はアーティストプロデューサー、第16,18回は幕張メッセプロデューサー）、杉山直樹（第20回、第18回はデジタル生配信中継プロデューサー）、久道恵（第20回、第19回はプロデューサー）、宮崎慶洋（第22回、第18回は幕張メッセプロデューサー、第19回はプロデューサー、第20,21回は総合プロデューサー）、國谷茉莉（第22回、第20,21回は幕張メッセプロデューサー）、一色彩加、沢田健介（共に第22回）、高橋正昭（第22回、第19回はよみうりランド中継プロデューサー）
- プロデューサー：高木章雄（第1,2回）、寺内壮（第1-6回）、中村英明（第1,2,6回、第3回は日本テレビK sub P、第7回は本社サブP）、中西健（第4,6回）、環真吾（第8回、第3回は中継P、第9回はGスタ担当、第10回は汐留本社・S4サブ担当）、高谷和男（第12-14回、第1-5,7,8回は演出）、岩沢錬（第15回は汐留本社・SVサブ担当）、藤崎一成（第15,16回）、瓜生健（第3回は中継D、第4,5,7-11,14回は演出、第15-17回は汐留本社・SVサブ担当）、島ノ江衣未（第17回は汐留本社・SVサブ担当）、原司（第17回、第3回は日本テレビK sub D、第6回はS1サブD、第7回は本社サブD、第8,9回は演出）、今井康則（第14,18回、第13,17回は中継P、第15回はアーティストプロデューサー、第16回は汐留本社・SVサブ担当）、名田雅哉（第17回は幕張メッセプロデューサー、第18回はロス中継プロデューサー）、平井杏奈（第18回）、長谷川賢一（第1-18回、第9回はGスタ担当、第10,11回は幕張メッセ担当）、伊藤茉莉衣（第18,19,21回、第15回はFM、第17回はAP、第20回は総合プロデューサー）、山本めぐ（第19回）
- チーフプロデューサー：吉田真（第1-3回）、土屋泰則（第4,6,7回、第1-3回はプロデューサー）、藤井淳（第10-14回、第1-4,6,7回は演出・プロデューサー、第8,9回はチーフクリエーター）、田中宏史（第15回、第6回はディレクター）、伊東修（第15-18回、第11-13回は本社サブP）、道坂忠久（第16-18回）、川邊昭宏（第19-21回、第15回は演出兼統括プロデューサー）、江成真二（第20-22回、第2,3,6回はディレクター、第7回は演出、第8,16回はプロデューサー、第9-13回は演出・プロデューサー、第17-19回は総合プロデューサー）
- 統轄チーフプロデューサー：森實陽三（第17回、第3回は中継D）
- 制作協力：日企、いまじん、フォーミュレーション、ZION

## ネット局
| 対象地域       | 放送局                    | 系列                          | 備考       |
| -------------- | ------------------------- | ----------------------------- | ---------- |
| 関東広域圏     | 日本テレビ（NTV）         | 日本テレビ系列                | 制作局     |
| 北海道         | 札幌テレビ（STV）         | 日本テレビ系列                | 同時ネット |
| 青森県         | 青森放送（RAB）           | 日本テレビ系列                | 同時ネット |
| 岩手県         | テレビ岩手（TVI）         | 日本テレビ系列                | 同時ネット |
| 宮城県         | ミヤギテレビ（MMT）       | 日本テレビ系列                | 同時ネット |
| 秋田県         | 秋田放送（ABS）           | 日本テレビ系列                | 同時ネット |
| 山形県         | 山形放送（YBC）           | 日本テレビ系列                | 同時ネット |
| 福島県         | 福島中央テレビ（FCT）     | 日本テレビ系列                | 同時ネット |
| 山梨県         | 山梨放送（YBS）           | 日本テレビ系列                | 同時ネット |
| 新潟県         | テレビ新潟（TeNY）        | 日本テレビ系列                | 同時ネット |
| 長野県         | テレビ信州（TSB）         | 日本テレビ系列                | 同時ネット |
| 静岡県         | 静岡第一テレビ（SDT）     | 日本テレビ系列                | 同時ネット |
| 富山県         | 北日本放送（KNB）         | 日本テレビ系列                | 同時ネット |
| 石川県         | テレビ金沢（KTK）         | 日本テレビ系列                | 同時ネット |
| 福井県         | 福井放送（FBC）           | 日本テレビ系列                | 同時ネット |
| 中京広域圏     | 中京テレビ（CTV）         | 日本テレビ系列                | 同時ネット |
| 近畿広域圏     | 読売テレビ（ytv）         | 日本テレビ系列                | 同時ネット |
| 鳥取県・島根県 | 日本海テレビ（NKT）       | 日本テレビ系列                | 同時ネット |
| 広島県         | 広島テレビ（HTV）         | 日本テレビ系列                | 同時ネット |
| 山口県         | 山口放送（KRY）           | 日本テレビ系列                | 同時ネット |
| 徳島県         | 四国放送（JRT）           | 日本テレビ系列                | 同時ネット |
| 香川県・岡山県 | 西日本放送（RNC）         | 日本テレビ系列                | 同時ネット |
| 愛媛県         | 南海放送（RNB）           | 日本テレビ系列                | 同時ネット |
| 高知県         | 高知放送（RKC）           | 日本テレビ系列                | 同時ネット |
| 福岡県         | 福岡放送（FBS）           | 日本テレビ系列                | 同時ネット |
| 長崎県         | 長崎国際テレビ（NIB）     | 日本テレビ系列                | 同時ネット |
| 熊本県         | くまもと県民テレビ（KKT） | 日本テレビ系列                | 同時ネット |
| 鹿児島県       | 鹿児島読売テレビ（KYT）   | 日本テレビ系列                | 同時ネット |
| 大分県         | テレビ大分（TOS）         | 日本テレビ系列 フジテレビ系列 | [ 注 28 ]  |

### 日本テレビの音楽番組
現在放送中
- バズリズム02
- with MUSIC

放送終了
- 夜も一生けんめい。→夜もヒッパレ一生けんめい。→THE夜もヒッパレ
- FAN→FUN
- 速報!歌の大辞テン
- HAPPY Xmas SHOW→ザ・プラチナチケット 〜君のために歌いたい〜
- 音楽戦士 MUSIC FIGHTER→ハッピーMusic→ミュージックドラゴン→バズリズム
- 歌スタ!!
- ミンナのテレビ→歌笑HOTヒット10→ウタワラ
- 音燃え!
- THE M
- 誰も知らない泣ける歌
- レコ☆Hits!
- 音龍門
- Music Lovers→LIVE MONSTER
- 1番ソングSHOW
- キャラオケ18番→チカラウタ
- 東野・加藤この歌が聴きたいベストテン
- MUSIC BLOOD
- ウッチャンナンチャンのウリナリ!!

前身番組
- 日本テレビ音楽祭（1975年 - 1990年）
- 日本テレビ音楽の祭典（1990年 - 2000年）

派生番組
- 日テレ系音楽の祭典 音楽のちから2012
- THE MUSIC DAY
- 日テレ系音楽の祭典 Premium Music

### 各局の年末音楽特番
- NHK紅白歌合戦（NHK）
- ベストヒット歌謡祭（読売テレビ制作、日本テレビ系列）
- 発表!今年イチバン聴いた歌（日本テレビ系列）
- ミュージックステーションスーパーライブ（テレビ朝日系列）
- 日本レコード大賞（TBS系列）
- CDTVライブ！ライブ！クリスマス音楽祭（TBS系列）
- 年忘れにっぽんの歌（テレビ東京系列ほか）
- FNS歌謡祭（フジテレビ系列）
- わが心の大阪メロディー（NHK　※NHK大阪制作）